# Thomas, die Tenderlok

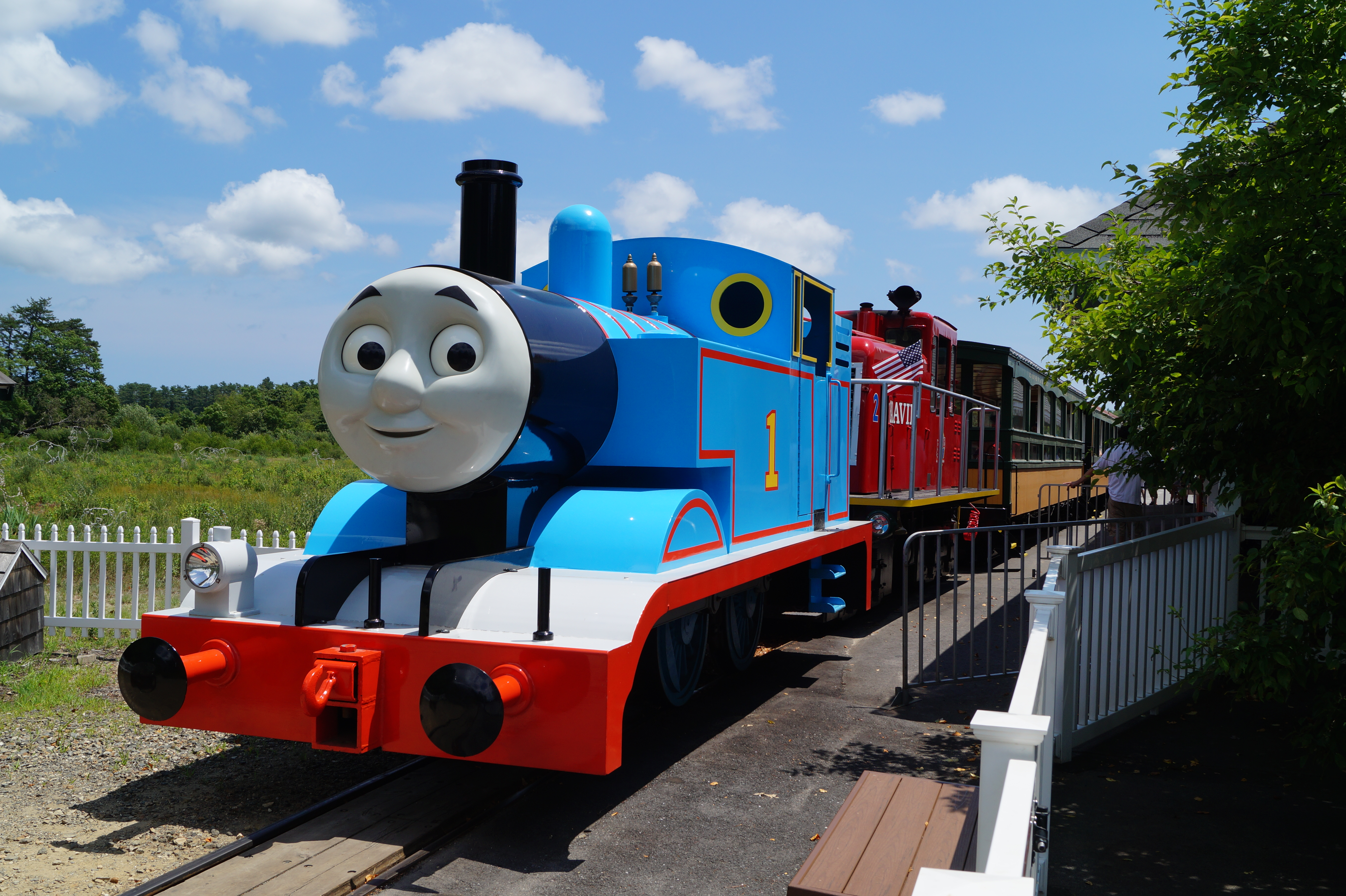
Nachbau von Thomas, der Tenderlok auf der Edaville Railroad

Thomas, die Tenderlok (englischer Originaltitel Thomas the Tank Engine) ist das zweite Buch von Reverend Wilbert Vere Awdry (1911–1997) aus der Reihe Wilbert Awdrys Sprechende Eisenbahnen (englischer Originaltitel The Railway Series). Das Bilderbuch besteht aus vier Einzelgeschichten, in denen Thomas, die wohl bekannteste Lokomotive der Sprechenden Eisenbahnen, eingeführt wird. Die Erstausgabe wurde 1946 mit Illustrationen von Reginal Payne veröffentlicht.

## Inhalt
Thomas, die Tenderlok besteht aus folgenden vier Einzelgeschichten, die lose aufeinander beziehungsweise auf das Vorgängerbuch The Three Railway Engines aufbauen: Thomas and Gordon, Thomas’ Train, Thomas and the Trucks und Thomas and the Breakdown Train.

### Thomas and Gordon
Thomas ist eine kleine freche Tenderlok in einem großen Bahnhof. Seine Aufgabe ist es, die Waggons für die großen Reisezüge bereitzustellen. Er ist überzeugt, niemand arbeite so hart wie er. Und er macht gerne Scherze, so auch mit der großen Dampflok Gordon, die müde von einer langen Zugfahrt auf einem Nebengleis vor sich hindöst: Thomas stellt sich neben Gordon, schreckt ihn mit einem lauten Pfiff aus dem Schlaf und meint abschätzig, er möge lieber so hart arbeiten wie er, anstatt auf der faulen Haut zu liegen. Als Thomas an einem Morgen verschläft, bietet sich für Gordon die Gelegenheit, es Thomas heim zu zahlen: Thomas, der die Waggons in allerletzter Sekunde zusammengeschoben hat, ist nach wie vor am letzten Waggon angekuppelt, als Gordon bereits losfährt. Thomas ist dem schnellen Tempo nicht gewachsen, gerät vollkommen außer Puste und seine Räder tun ihm furchtbar weh, als sie endlich in einem Bahnhof ankommen, wo er schließlich abgekuppelt wird. Vollkommen erschöpft kehrt Thomas in seinen Bahnhof zurück und beschließt, nie wieder frech zu Gordon zu sein.

### Thomas’ Train
Thomas ist unzufrieden damit, dass er noch nie für einen Passagierzug eingesetzt worden ist. Die großen Loks lachen darüber und meinen, er sei zu ungeduldig und würde so eine Aufgabe sicher vermasseln. Eines Tages ist Henry, der den Morgenzug fahren soll, krank. Thomas sieht seine Chance gekommen und kann es nicht erwarten, für Henry einzuspringen. Da keine andere Lok verfügbar ist, gibt ihm der dicke Eisenbahndirektor tatsächlich die Erlaubnis. Doch Thomas ist sie aufgeregt und voller Ungeduld, dass er losfährt, obwohl die Waggons noch gar nicht angekuppelt sind. Zwar rufen ihm die Passagiere und Signalwächter auf der Strecke zu, doch er glaubt, alle seien voll Freude, weil er erstmals einen Passagierzug ziehen darf. Erst ein Warnsignal bringt Thomas zum Stehen und er entdeckt sein Missgeschick. Zerknirscht und reumütig fährt er zurück in den Bahnhof. Weil er dabei ein so trauriges Gesicht macht, darf er den Morgenzug letztlich doch noch ziehen. Nichtsdestotrotz ist Thomas für längere Zeit das Gespött der anderen Lokomotiven.

### Thomas and the Trucks
Thomas ist wieder einmal unzufrieden: Er möchte die Welt sehen und nicht jeden Tag bloß Waggons im Bahnhof rangieren. Während die größeren Lokomotiven ihn kaum beachten, bietet Edward Thomas einen Tausch an: Er würde die Waggons im Bahnhof rangieren und Thomas könne an seiner Stelle Waggons von anderen Bahnhöfen einsammeln. Nachdem auch die beiden Lokführer nichts dagegen einzuwenden haben, macht sich Thomas am nächsten Tag auf, um die verstreuten Waggons einzusammeln. Diesen gefällt es allerdings, ihren Loks Streiche zu spielen und lassen keine Gelegenheit aus, diese zu ärgern. Zwar hat Edward Thomas vor den Waggons gewarnt, doch in seiner Ungeduld hat Thomas ihm kaum zugehört, und so kommt es wie es kommen muss: Auf dem Weg zur Spitze eines Hügels bremsen die Waggons und auf dem Weg von oben nach unten schieben sie, so dass Thomas viel zu schnell in den Bahnhof einfährt und nur um Haaresbreite einen harten Aufprall vermeiden kann. Der dicke Eisenbahndirektor klärt ihn abschließend auf, dass es Wochen dauern würde, bis er den Umgang mit den Waggons gelernt habe und erst dann zu einer richtig nützlichen Lokomotive herangereift sein würde.

### Thomas and the Breakdown Train
Das letzte Abenteuer ist Thomas eine Lehre gewesen und er ist sich bewusst, noch viel lernen zu müssen. So zum Beispiel, dass es viele unterschiedliche Waggons gibt, unter anderem auch welche, die nur dann benötigt werden, wenn ein Notfall eingetreten ist. Eines Tages fährt ein Zug mit der Lokomotive James viel zu schnell in den Bahnhof ein. Weil seine Bremsen viel zu schwach sind und die dummen Waggons anschieben anstatt langsamer zu werden, schießt der Zug über den Bahnhof hinaus und entgleist. Thomas wird daraufhin vor die Nofallwaggons gespannt und fährt mit diesen an die Unglücksstelle. Mit Hilfe von Kranwaggons wird James zurück auf das Gleis gehoben und Thomas hilft den ganzen Nachmittag dabei, die Unglücksstelle zu beheben und den außer Gefecht gesetzten James zurück zum Bahnhof zu ziehen. Der dicke Eisenbahndirektor ist überaus zufrieden mit Thomas, der als Belohnung eine eigene Nebenbahnstrecke erhält, auf der er ab sofort mit zwei Waggons jeden Tag unterwegs ist. Thomas ist überglücklich, denn so kann er am Eisenbahnknotenpunkt seine Freunde Edward und Henry treffen und mit ihnen ein wenig plaudern.

## Hintergrund
Nach dem großen Erfolg von The Three Railway Engines im Jahr 1945 lag es auf der Hand, weitere Geschichten zu schreiben und für die neuen Abenteuer weitere Lokomotiven (Thomas und James) einzuführen. Der Name Thomas für die kleine Tenderlok geht auf Wilbert Awdrys Sohn Christopher zurück, der diesen Namen der Modelllokomotive gab, die ihm sein Vater aus Holz geschnitzt hatte. Die Illustrationen für das zweite Buch der Railway Serie stammten von Reginald Payne. Bekannter sind allerdings diejenigen von Clarence Reginald Dalby, der die Zeichnungen von Payne als Vorlage für die weiteren Bücher der Serie sowie für spätere Ausgaben von Thomas, die Tenderlok benutzte.
Eigentlich hatte Awdry nach Thomas, die Tenderlok nicht vor, weitere Bücher für die Railway Serie zu schreiben, doch die Fanpost war offenbar so überwältigend, dass der Autor die Serie noch bis 1972 fortsetzte und insgesamt 26 Bücher verfasste. Sein Sohn Christopher prolongierte die Serie noch bis zum Jahr 2011, so dass die Serie letztlich 42 Bücher umfasste.
Alle Geschichten spielen auf der fiktiven Insel Sodor, deren Name auf einen Bischof zurückgeht, den Wilbert einmal traf und dessen voller Titel Bishop of Sodor and Man lautete.
Die Hauptcharaktere aus The Three Railway Engines (Edward, Gordon, Henry, der dicke Eisenbahndirektor) und Thomas, die Tenderlok (Thomas und James) finden sich in der Fernseh-Serie Thomas, die kleine Lokomotive aus dem Jahr 1984 und in dem Film Thomas, die fantastische Lokomotive aus dem Jahr 2000 wieder.

## Referenzen
Thomas, die Tenderlok ist in dem literarischen Nachschlagewerk 1001 Kinder- und Jugendbücher – Lies uns, bevor Du erwachsen bist! für die Altersstufe 0–3 Jahre enthalten.

## Ausgaben
- Reverend Wilbert Awdry: Thomas the Tank Engine. 1946, OCLC 38473862 (englisch, 62 S., librarything.com). Illustrationen von Reginald Payne.
- Reverend Wilbert Awdry: Thomas, die Tenderlok und andere Eisenbahngeschichten. Maier, 1981, ISBN 978-3-473-38700-7 (63 S.). Deutsche Erstausgabe zusammen mit den Geschichten aus The Three Railroad Engines.

## Besonderheiten
Thomas, die Tenderlok ist das erste Buch in der Railway Serie, in der ein Vorwort enthalten ist. Diese Tradition wurde in allen folgenden Büchern fortgesetzt. Erst in der 1998er-Auflage des ersten Buches The Three Railway Engines wurde nachträglich durch Wilberts Sohn Christopher ein Vorwort hinzugefügt.